# Historia de Dharmaśāstra
La Historia de Dharmaśāstra, con subtítulo Derecho religioso y civil antiguo y medieval en la India, es una obra monumental de cinco volúmenes que consta de alrededor de 6.500 páginas. Fue escrito por el erudito e indólogo Pandurang Vaman Kane, galardonado con el premio Bharat Ratna por su contribución académica a la historia de la India. El primer volumen de la obra se publicó en 1930 y el último en 1962. La obra se considera la obra maestra de Kane.
Este trabajo investigó la evolución del código de conducta en la India antigua y medieval al examinar varios textos y manuscritos recopilados a lo largo de los siglos. El Dr. Kane utilizó los recursos disponibles en prestigiosos institutos como la Sociedad Asiática de Mumbai y el Instituto de Investigación Oriental Bhandarkar, entre otros. El trabajo es conocido por su extensión y profundidad, que abarca diversos temas como el Mahabharata, los Puranas y Chanakya, incluidas referencias a fuentes previamente olvidadas. La riqueza en el trabajo se atribuye a su profundo conocimiento de la lengua sánscrita. Parte de la importancia de esta obra recae en ser, por primera vez, un estudio objetivo de los textos antiguos en lugar de «deificarlos» o «idolatrarlos».
Kane escribió el libro Vyavaharamayukha y estaba en el proceso de escribir un pasaje introductorio sobre la historia de Dharmaśāstra para este libro, para que el lector tuviera una idea general aparte del tema del libro. Una cosa llevó a la otra y este proyecto se convirtió en el trabajo principal que es. Kane fue categórico al decir que es difícil encontrar un equivalente en inglés de la palabra «Dharma». Su producción en forma de escritos en los tres idiomas de inglés, sánscrito y maratí abarca casi 15.000 páginas.